# Zrenjanin
Zrenjanin (srbsky Зрењанин, maďarsky Nagybecskerek, česky zastarale Velký Bečkerek) je město v srbské autonomní oblasti Vojvodina. Je správním centrem Středobanátského okruhu. Spolu s okolními vesnicemi tvoří opštinu Zrenjanin, která je největší samosprávnou jednotkou v zemi co do rozlohy – 1 326 km². Několik kilometrů západně od města se nachází řeka Tisa a Zrenjaninem samotným protéká řeka Begej. Ve městě žije přibližně 67 tisíc obyvatel, z toho bylo v roce 2011 71 % Srbů a 13 % Maďarů.
Město je sídlem římskokatolického biskupství latinsky Dioecesis Zrenianensis).

## Poloha
Město se rozkládá na západním okraji historického regionu Banátu, na řece Begej, na jejím dolním toku a nedaleko ústí do Tisy. Vzniklo v meandrech řeky, některé zanikly, jiné se dochovaly do současnosti. 
Okolí města tvoří zemědělsky intenzívně využívaná rovná krajina Panonské nížiny. V okolí se nachází četná jezera a rybníky, např. v lokalitě Nova Kolonija, kde jsou koupaliště. Severovýchodně od města vede Kanál DTD. Nadmořská výška je okolo 80 m.
Zrenjanin se nachází 45 km východně od Nového Sadu, 60 km severně od Bělehradu, 75 km západně od Vršace a 80 km jihozápadně od Temešváru v Rumunsku.

## Historie

### Středověk a turecká nadvláda
První zmínka o městě pochází z roku 1326. Tehdy je doloženo jako osada na třech ostrovech na řece Begej. Po dlouhou dobu patřilo maďarské šlechtické rodině Beče. v roce 1441 se nachází první zmínka o Bečkerecké pevnosti. V letech 1528 obsadili Zrenjanin Turci poprvé, nicméně pouze dočasně. Podruhé jej získali v roce 1550. Pod tureckou správou přišlo do města více Srbů i příslušníků dalších porobených národů impéria. Tehdejší velký vezír říše, Mehmed Paša Sokolović, si uvědomoval význam města na hranici s Uherskem a proto nařídil investovat do jeho rozvoje. Město se tak stalo centrem regionu; stalo se centrem vlastního sandžaku a byly zde zřízeny některé orgány státní správy, např. soud. Vybudovány byly turecké lázně a v centru města se nacházelo rozsáhlé a živé tržiště.

### Habsburská nadvláda

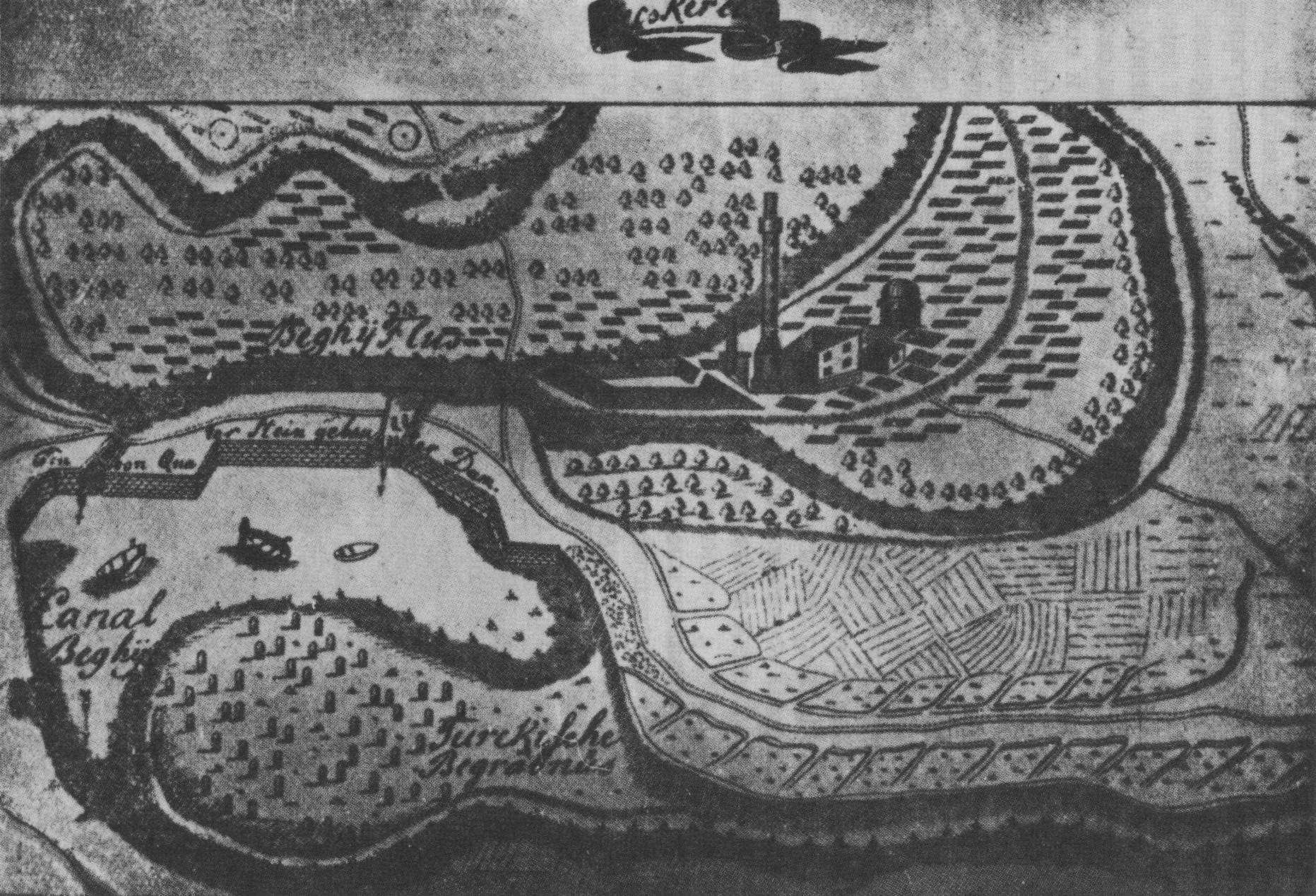
Pohled na město v roce 1697.

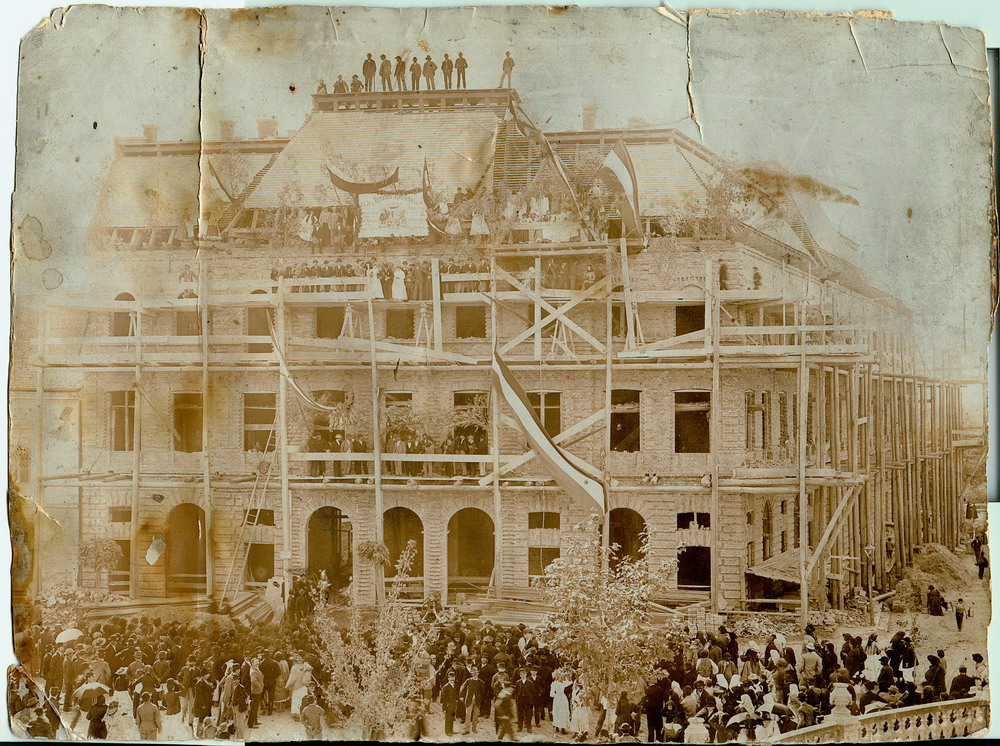
Výstavba budovy finančního paláce v roce 1893.

V roce 1718 byl podepsán Požarevacký mír, na jehož základě připadlo město Habsburské monarchii. Po změně hranic byl zahájen proces rekolonizace jižních Uher[zdroj?] a do Bečkereku se tak začali stěhovat Srbové, Řekové a Rumuni. Přišel také nemalý počet Němců. Do dnešního Zrenjaninu přišli dokonce i kolonisté ze Španělska (Katalánska) a založili čtvrť Nová Barcelona. Její vznik však nebyl snadný; dnes místní část s názvem Dolja byla budována v podmáčené bažinaté krajině. Časté byly nemoci, situaci zhoršovaly špatné hygienické podmínky typické pro 18. století. Epidemie moru propukla ve městě v roce 1738. Poté se diskutovalo o vysušení okolních močálů, nicméně nic z toho se nakonec nerealizovalo.
V roce 1745 byl otevřen první pivovar ve městě.
Nejstarší kostel ve městě je pravoslavný chrám svatého Mikuláše se dřevnou věží, který byl zbudován roku 1711 a představuje jeden z nejstarších chrámů tohoto typu v regionu Banátu.[zdroj?] Některé další kostely v Zrenjaninu byly vybudovány v 18. století – kostel zesnutí přesvaté Bohorodice (srbsky Uspenska crkva) a Chrám Panny Marie[zdroj?] (srbsky Hram Vavedenja Presvete Bogorodice). V roce 1784 zde byla otevřena první lékárna. Roku 1807 poničil Zrenjanin rozsáhlý požár, který zdevastoval především budovu archivu a faru. Další oheň zachvátil město roku 1832, v letech 1816 a 1838 bylo město zaplaveno rozvodněnou řekou Begej.
V revolučním roce 1848 došlo ke vzpouře místního srbského obyvatelstva, které požadovalo autonomii v rámci Uher.
V roce 1868 byl zbudován i katolický svatostánek, roku 1840 zde bylo otevřeno i divadlo, roku 1846 gymnázium a roku 1894 také muzeum.  Město bylo sídlem uherské župy Torontál. V roce 1883 sem byla zavedena i regionální železniční trať. Město se rozvíjelo okolo opevněného jádra. Nová zástavba byla většinou venkovského charakteru a měla pravoúhlou síť ulic, srovnatelnou s většinou v té době se rozšiřujících sídel v jižních Uhrách. To dokládají i mapy třetího vojenského mapování, které mimo jiné ukazují i na to, jak byla uliční síť ovlivněna regulací řeky Begeje. Také ukazují na vznik jednotlivých předměstí; Německého předměstí (německy Deutsch Vorstadt) na západě, Opovského předměstí na východě (německy Vorstat Oppova) a několika dalších. Severovýchodně od středu města potom ležely vojenské objekty. Dnešní nákladové nádraží představovalo přirozenou západní hranici města. Mapa zaznamenává také i existenci kláštera Svaté Melanie východně od města.

### 20. století
Podle Rakousko-uherského sčítání lidu z roku 1910 zde žilo 26 006 osob, z nichž 9148 byli Maďaři, 8934 Srbové, 6811 Němci, 456 Slováci a 339 Rumuni. V roce 1911 zde byl zprovozněn cukrovar.
Na počátku první světové války byly místní obyvatelé odvedeni do armády. Zatímco mezi Maďary a Němci byl zájem bojovat značný, srbské obyvatelstvo nastoupit do rakouské armády odmítalo, neboť nechtělo bojovat proti svým krajanům v Srbsku jižně od Dunaje a Sávy. Vojáci z dnešního Zrenjaninu byli rozmístěni v Dobrudži a na Sremské frontě nakonec bylo jen několik desítek Zrenjaňanů. V závěru války obsadila srbská armáda město dne 17. listopadu 1918.

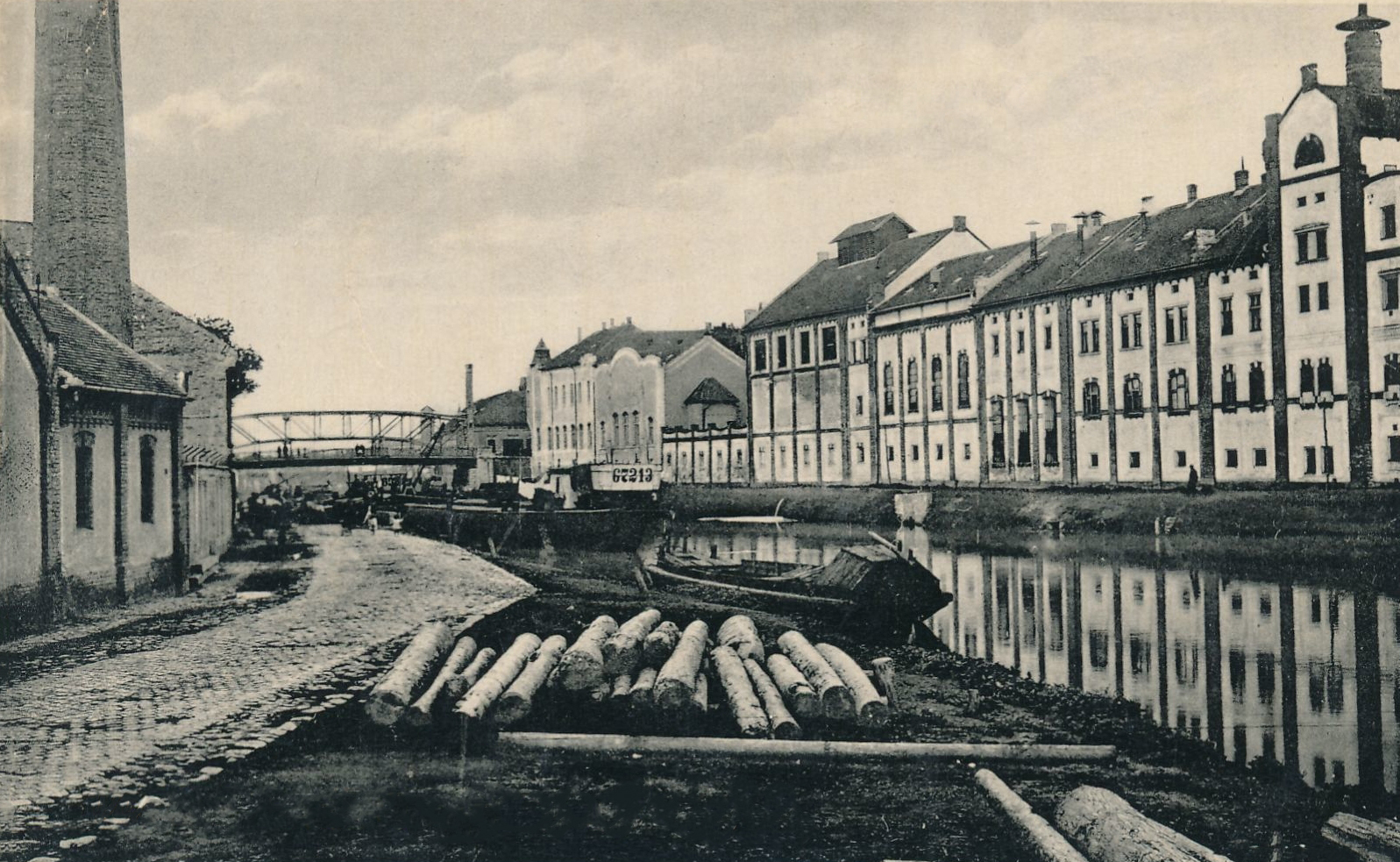
Město v roce 1935.

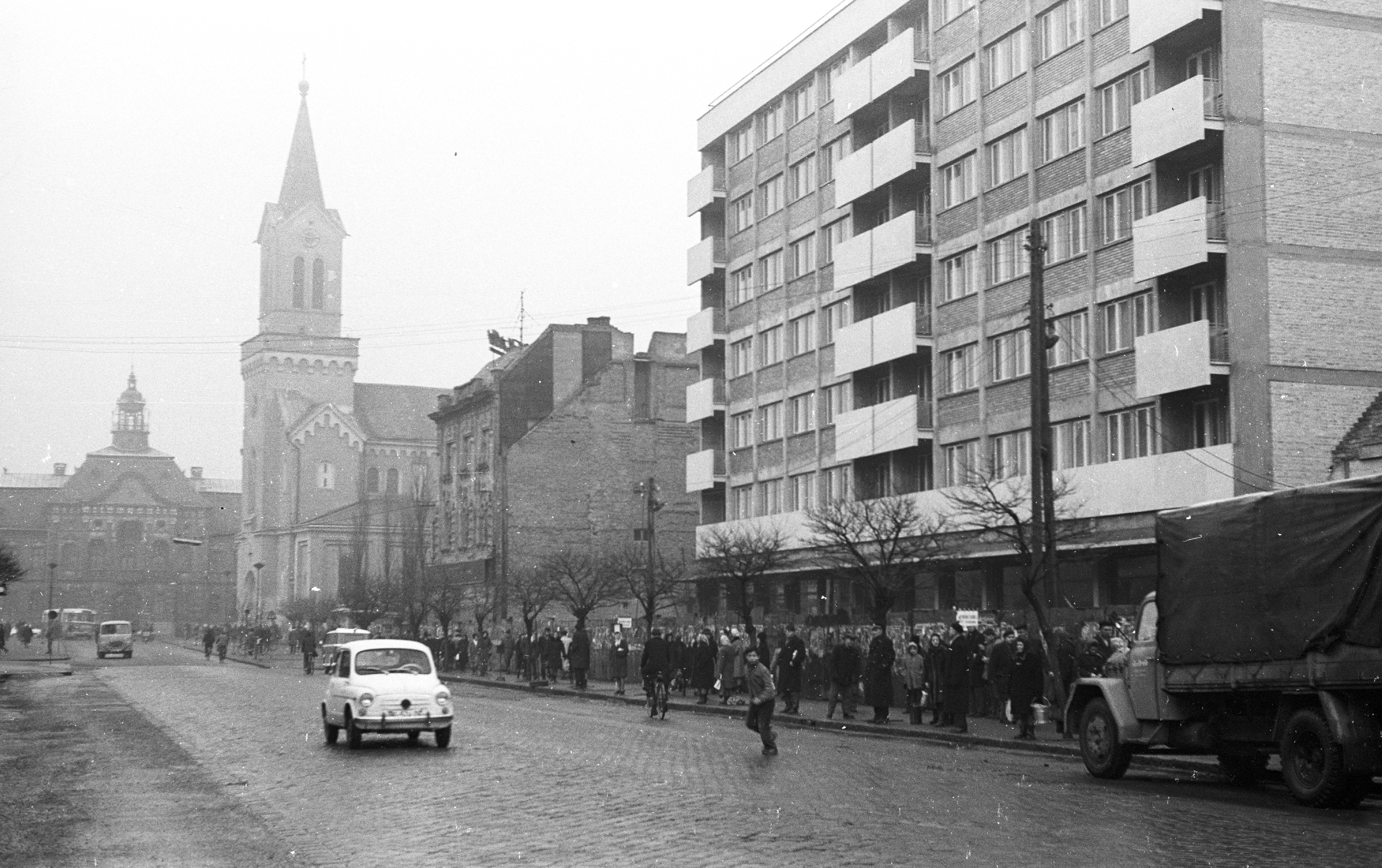
Město v roce 1968.

Město se původně jmenovalo Veliki Bečkerek. Po roce 1918, kdy bylo připojeno ke Království Srbů, Chorvatů a Slovinců, vyvstala ve veřejném prostoru otázka, jaký by měl být srbský název města (pokud možno neodkazující na staletí maďarské přítomnosti). Po řadách návrhů, které odkazovaly na středověké srbské panovníky, měl být zvolen název Banatski Despotovac, nicméně ten byl použit pro jiné sídlo v oblasti. V roce 1935 bylo město nakonec přejmenováno na Petrovgrad podle krále Petra I.[zdroj?]
Během druhé světové války zůstalo město jako součást sporného regionu Banátu i nadále součástí Srbska. Nezískalo jej ani Maďarsko, ani Rumunsko. Za války strádalo 10 tisíc místních lidí v zajateckých a koncentračních táborech. V budově starého mlýna byl vytvořen lágr, kam byli posíláni váleční zajatci nebo nepohodlní občané. Po porážce jugoslávské armády a rozdělení státu mezi sousední země byl Zrenjanin i nadále součástí Srbska a neobsadilo jej fašistické Maďarsko tak, jako zbytek dnešní Vojvodiny. Město bylo nicméně spolu se zbytkem srbského Banátu, okupováno německým vojskem. Německé obyvatelstvo ve Zrenjaninu začalo po příchodu okupační armády konfiskovat majetek místních Židů[zdroj?]. Po celou dobu okupace působily ve městě různé odbojové skupiny, loajální ke komunistické straně. Docházelo k častým sabotážím; okupační vojsko však odpor tvrdě potíralo. Dne 2. října 1944 bylo město osvobozeno jednotkami Rudé armády po velmi krátkém boji. Nedošlo k vážnějším škodám na infrastruktuře města.
Posledním přejmenováním město prošlo v roce 1946, kdy dostalo město dnešní jméno Zrenjanin podle partyzánského bojovníka Žarka Zrenjanina. Kromě něj získalo titul národního hrdiny dalších sedm partyzánských bojovníků z oblasti. Jako jedno z mála měst měl Zrenjanin do druhé světové války svůj statut, a ten byl použit s řadou dalších jako vzor pro jiná jugoslávská města, která tento dokument teprve tvořila. Od roku 1951 je památkově chráněný střed města. Ekonomický rozvoj města se dostavil po skončení války; v roce 1959 získal Zrenjanin první urbanistický plán. I přesto však vzhledem k sestěhovávání lidí z venkova do měst trpěl Zrenjanin po válce (stejně jako řada dalších jugoslávských měst) nedostatkem bytů. Panelových sídlišť však bylo realizováno jen málo; vyšší domy vyrostly ve čtvrti Bagljaš na západě města a jihovýchodně od středu Zrenjaninu bylo realizováno sídliště 4. jul. Poblíž železniční stanice ještě vzniklo sídliště Brigadira Ristića.
Byla provedena rapidní industrializace města, otevřené nové továrny apod. Tomu také napomohlo dobré napojení na železnici (Zrenjanin má spojení s většími okolními městy ve Vojvodině a hraje roli místního drážního uzlu). Počet obyvatel dosahoval po skončení války zhruba 33 tisíc, do roku 1971 se zdvojnásobil. Od té doby mírně rostl a po roce 1991 klesá.
Roku 1996 byla samospráva města řízena koalicí Zajedno (spolu). O čtyři roky později vyhrála ve volbách do místního zastupitelstva Demokratická opozice Srbska.
V roce 1999 nebyl Zrenjanin cílem bombardování vojsk NATO jako jedno z mála srbských průmyslových měst.[zdroj?]

### 21. století
V roce 2003 došlo k poškození zdrojů vody, díky kterým byla voda z místního vodovodního řadu problematická pro konzumaci. Problém přetrvával od této doby po téměř dvě dekády. Obnova vodovodní infrastruktury byla roku 2022 označena za investici zvláštního významu na celostátní úrovni.
Roku 2006 zde byla ukončena výroba piva.
V roce 2021 bylo rozhodnuto o obnově místního stadionu investicí ve výši 250 milionů dinárů. Stadion procházel v roce 2023 rozsáhlou přestavbou. Ta by měla být do konce roku dokončena.
V roce 2023 byla diskutována kompletní obnova lokality s názvem Mala Amerika.

## Obyvatelstvo

### Struktura obyvatelstva

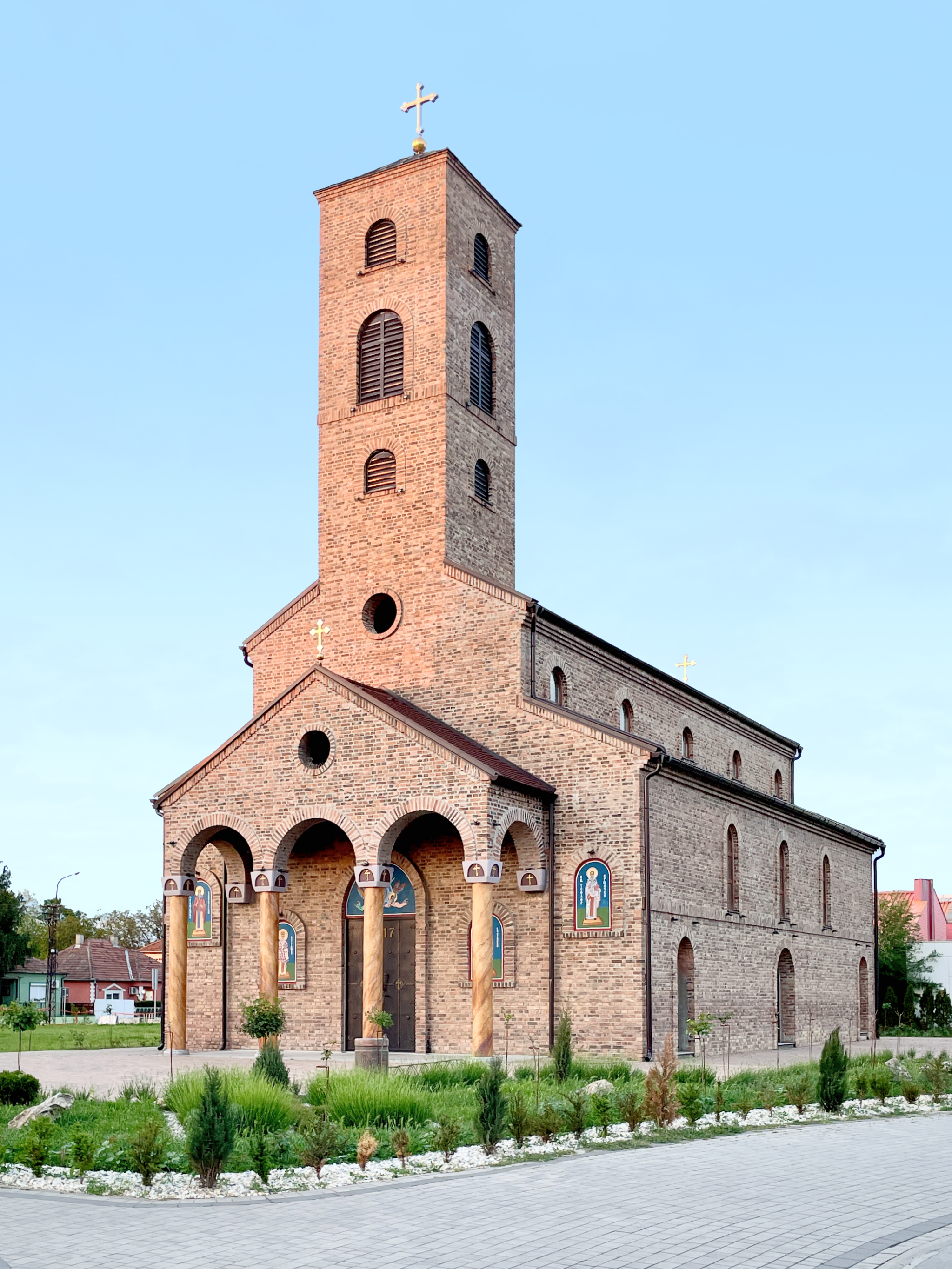
Pravoslavný kostel ve městě.

V roce 2011 žilo v Zrenjaninu 76 511 lidí. Trend je dlouhodobě klesající (historický vrchol dosáhlo město v roce 1991 s 81 316 obyvateli).
71 % obyvatel se hlásí k srbské národnosti a 13 % k národnosti maďarské. Z hlediska všech sídel/místních částí jsou Maďaři nejvíce zastoupeni v lokalitách Lukino Selo a Mihajlovo, v lokalitě Jankov Most je rovněž zastoupena i rumunská menšina, která na celkovém počtu obyvatel města má však podíl menší než 1 %. Jazyky národnostních nebo etnických menšin jsou užívány mnohdy pouze na místních částech kde uvedené menšiny žijí v případě rumunštiny nebo slovenštiny a v případě maďarštiny na území celého města.

### Náboženské poměry
77 % obyvatel se přihlásilo k pravoslavné církvi. Mezi dalšími náboženstvími jsou zastoupeny Římskokatolická církev (11,1 %), protestantství (2,05 %). Počet Židů a muslimů je zde nízký. Náboženství neuvedelo nebo nevyznává 8,24 %. Pravoslavné obyvatelstvo spadá pod Banátskou eparchii Srbské pravoslavné církve se sídlem ve Vršaci.
Ve městě stojí římskokatolický kostel, pravoslavný kostel, kostel reformované církve a dříve zde byla i synagoga.

## Ekonomika

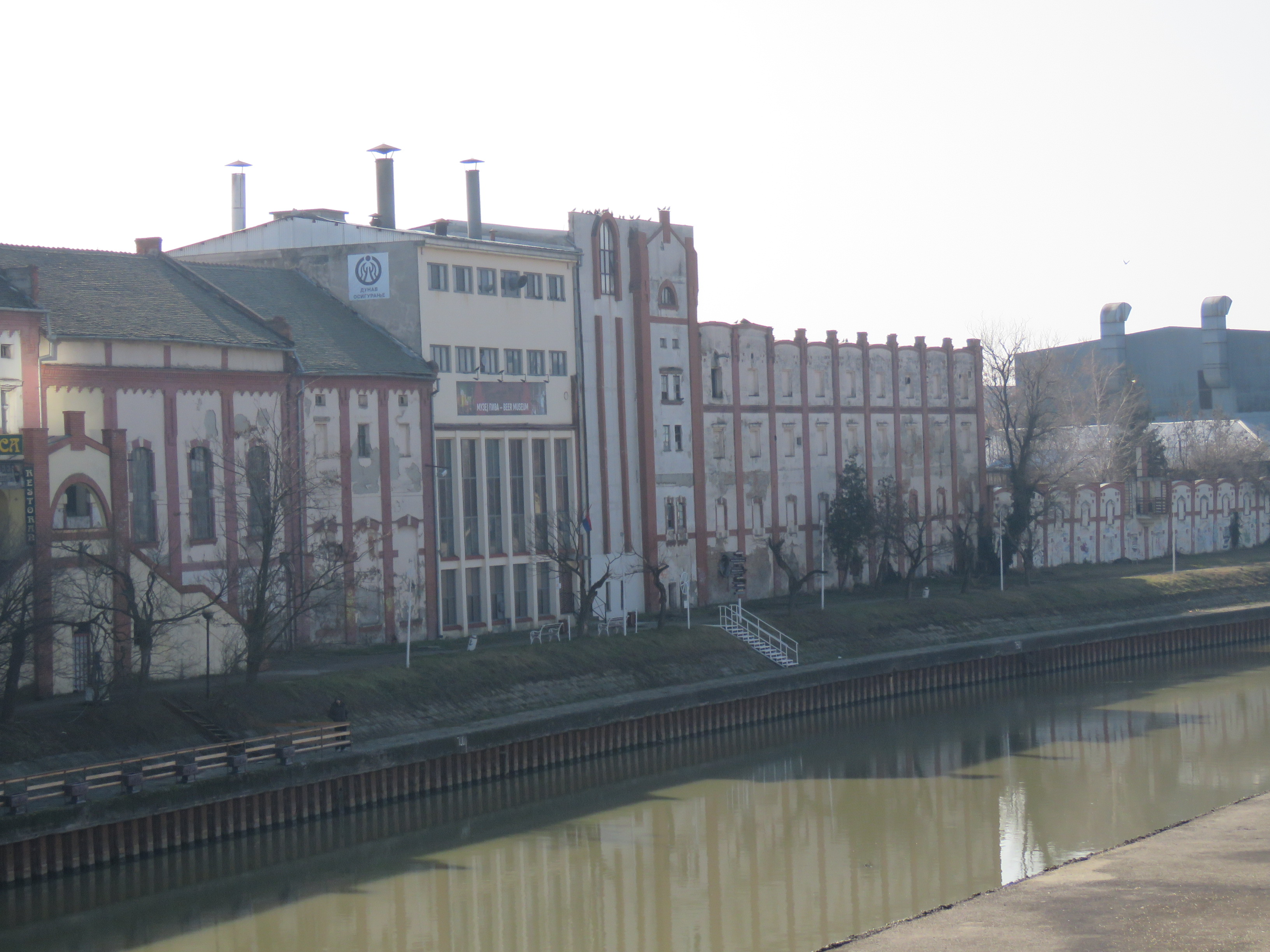
Pivovar Đunđerských ve Zrenjaninu.

V současné době je Zrenjanin centrem převážně zemědělské výroby; od roku 1746 má vlastní pivovar. Do roku 1991 se zde nacházelo okolo třiceti továren, hlavní zastoupená odvětví průmyslu byla výroba textilu, koberců, tabákových výrobků apod. Polovina veškerých průmyslových objektů se věnuje potravinářské výrobě; na jihovýchodním okraji města stojí cukrovar. Areál byl vysoce produktivní do rozpadu Jugoslávie a od nějaké doby již nevyrábí. Mezi další potravinářské společnosti patří např. Žitoprodukt.
Na konci roku 2008 zřídilo srbské ministerstvo financí ve Zrenjaninu jednu z jedenácti srbských zón volného obchodu. Tato zóna přilákala zahraniční investory a její rozloha se postupně rozrůstala. V roce 2023 zde např. čínská společnost budovala závod na výrobu pneumatik.
Průmyslové oblasti se nachází v jižní části města. Tam stojí také tepelná elektrárna.

## Kultura

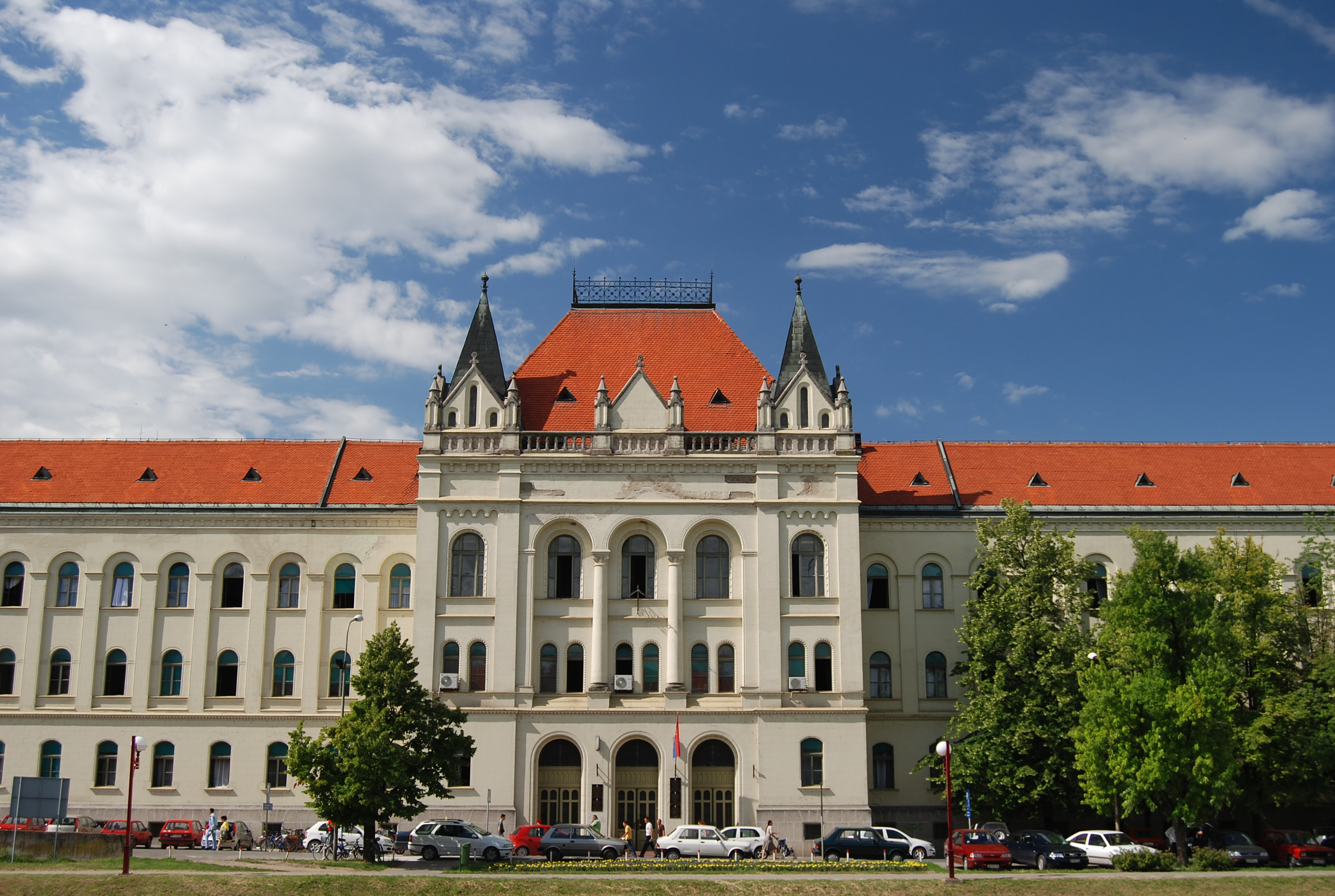
Budova soudu.

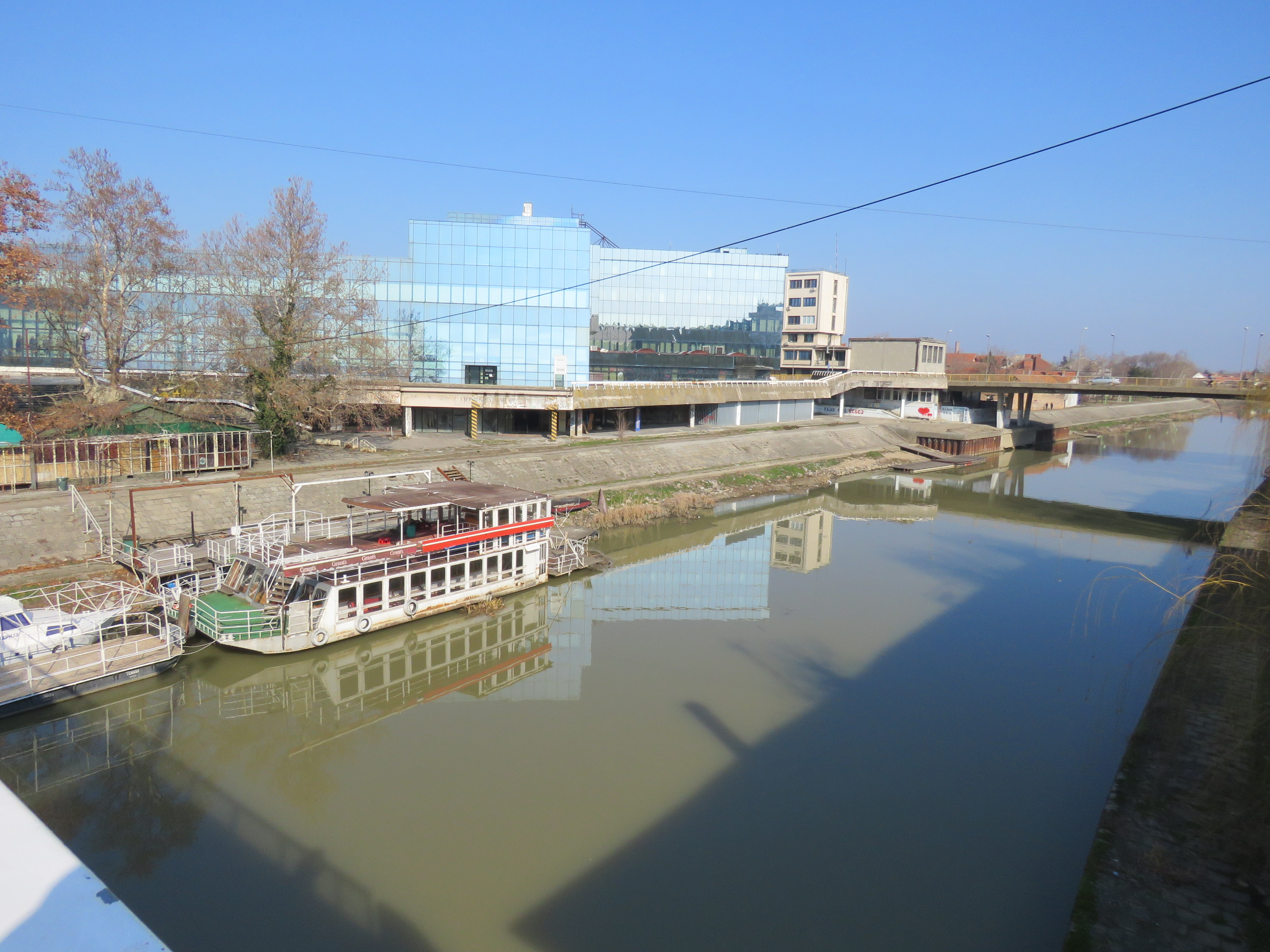
Řeka Begej ve Zrenjaninu.

### Kulturní instituce
V Zrenjaninu sídlí řada kulturních institucí, např. své pobočky zde mají Národní muzeum, Národní divadlo "Tošy Jovanoviće". Dále zde sídlí historický archiv, městská knihovna "Žarka Zrenjanina" a další. Nachází se zde Sokolský dům. Národní muzeum sídlí v budově bývalého finančního paláce z roku 1893 ve středu města a k němu přiléhá budova divadla.

### Kulturní akce
Mezi kulturní akce, které se ve Zrenjaninu pravidelně konají, patří např. Dny piva, hudební festival Soundlovers a další.
Město mělo v minulosti význam jako jedno z center srbské kinematografie.

### Pamětihodnosti
Mezi kulturní památky patří např.:
- Chrám Zesnutí přesvaté Bohorodice
- Katolický kostel Jana Nepomuckého
- Sandićův dům, který byl vybudován v roce 1790
- budova radnice, vybudovaná v roce 1816 a přestavěná v roce 1887. Původně sloužila jako župní dům (srbsky Županijska palata) Torontálské župy.[18]
- Grandhotel Vojvodina, dnes budova banky
- Bukovčevův palác na třídě krále Alexandra I., postaven roku 1895
- Palác financí, dnes sloužící jako budova Národního muzea z roku 1893
- Budova divadla, postavená v roce 1839 v klasicistním stylu. Je nejstarší budovou, která slouží pro účely divadla na území současného Srbska
- Budova soudu, vybudovaná v letech 1906 až 1908.
- Dům Wilhelma Grünbauma

Mezi další zajímavé stavby lze zařadit:
- Malý most, ocelový obloukový most, dnes nejstarší ve městě.
- Bukovcův palác z roku 1895
- Starý hotel Vojvodina z r. 1886 od Ference Pelzla.
- Palác Đunđerských z r. 1910 v secesním stylu.

Památkově chráněné je rovněž i historické jádro města.

## Životní prostředí a zeleň

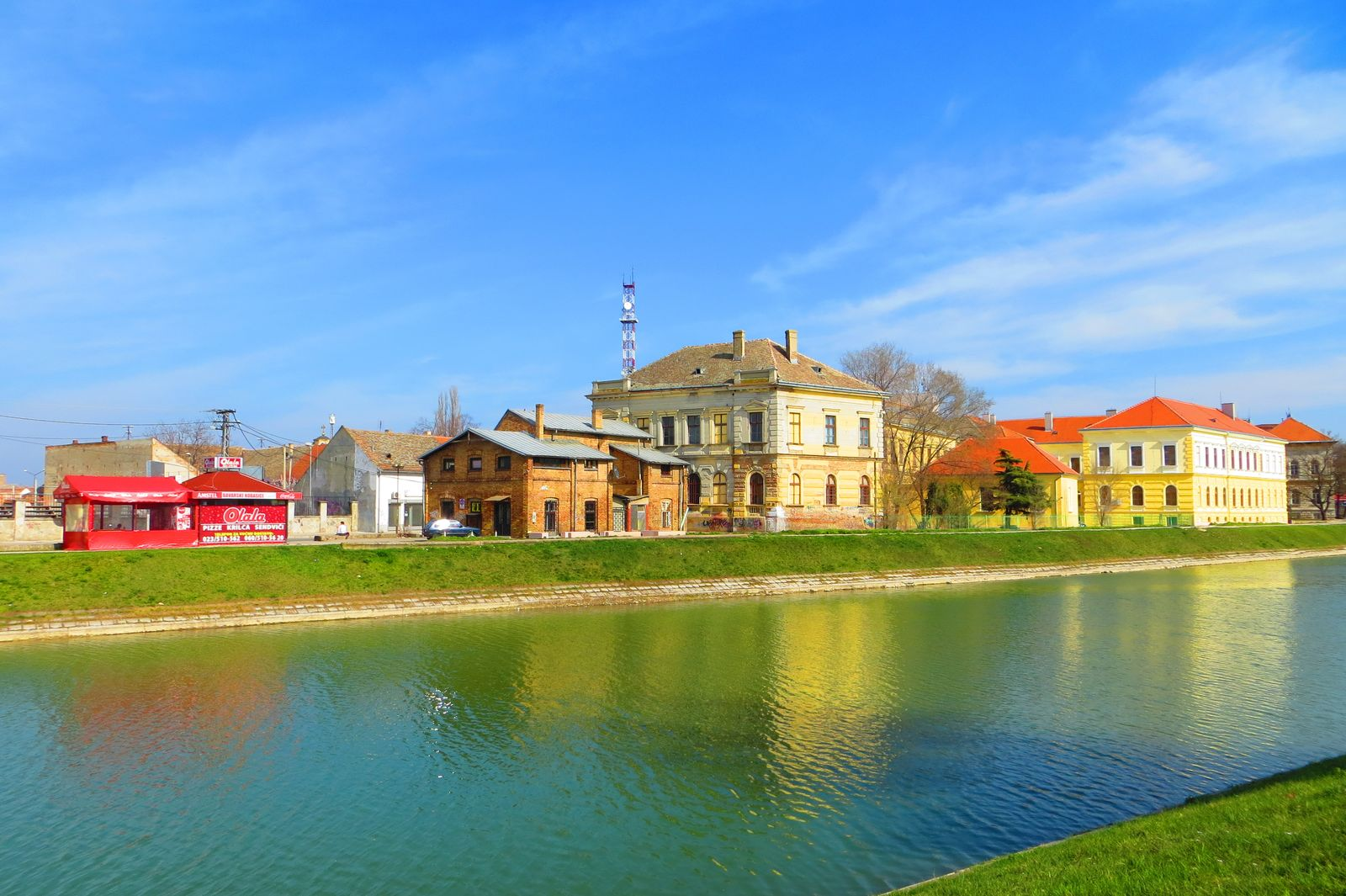
Lokalita známá pod názvem Malá Amerika.

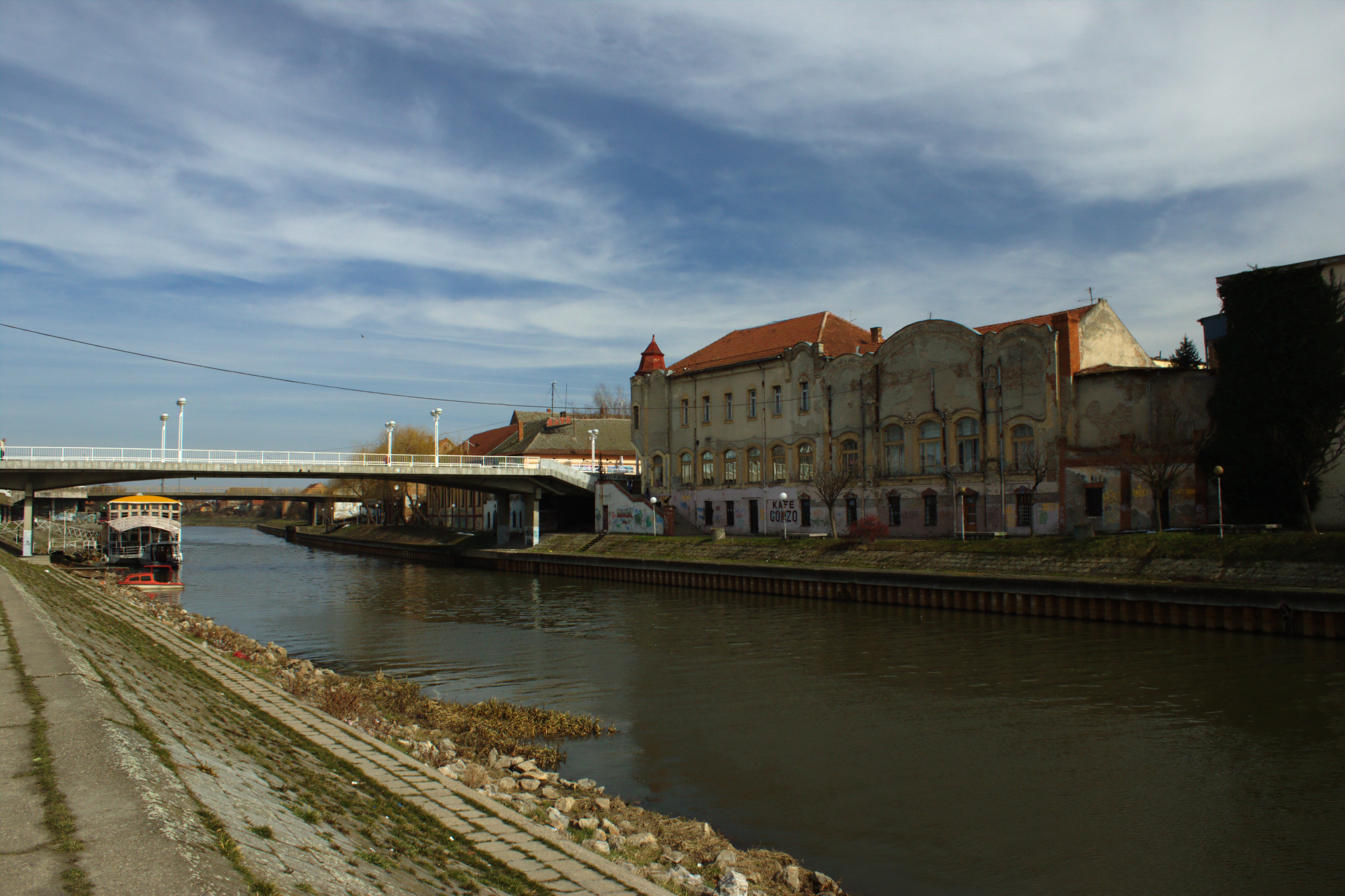
Řeka Begej ve městě.

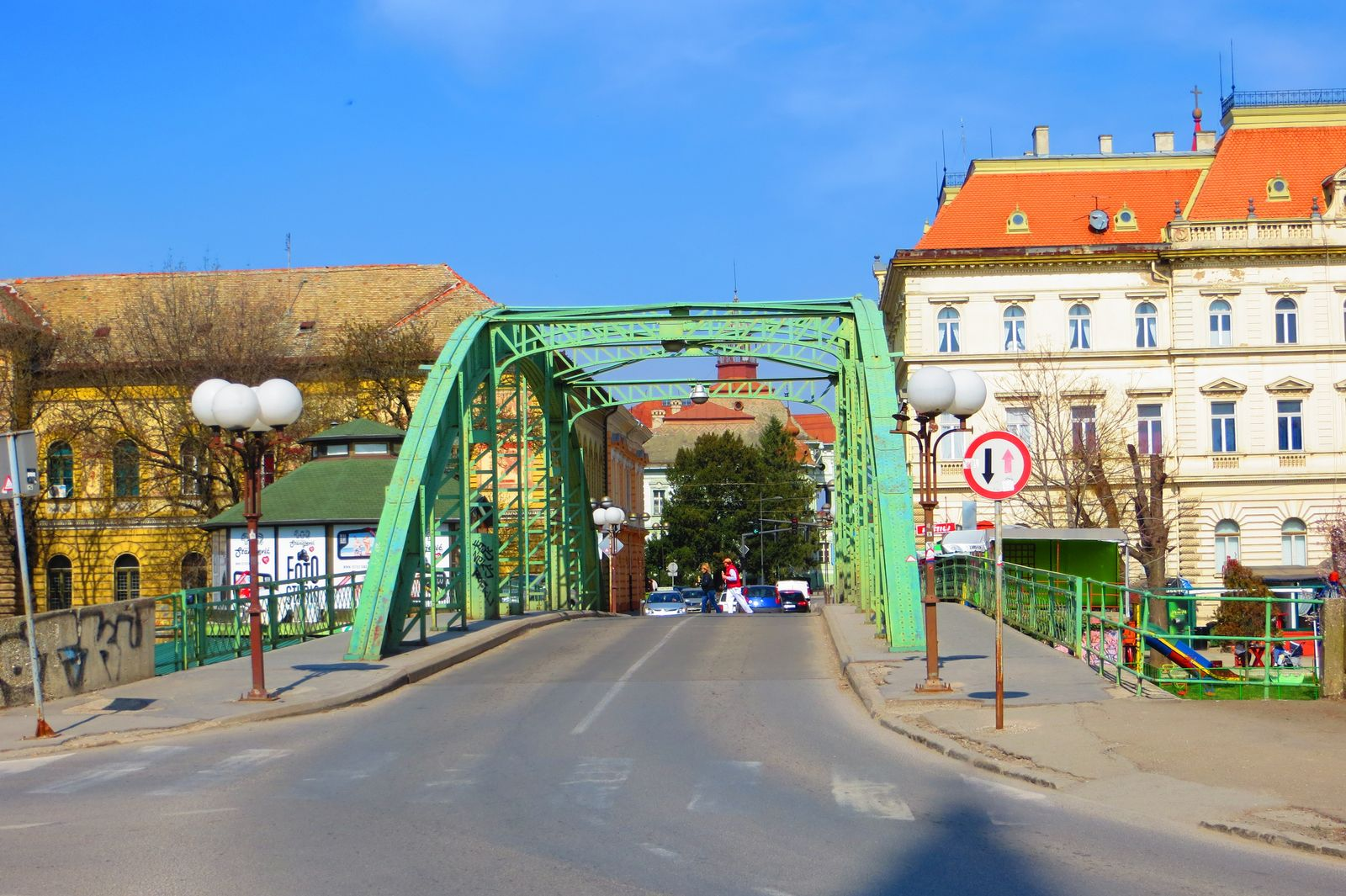
Malý most.

Hlavní zelenou plochou je Karađorđův park severovýchodně od centra města. Některá ramena řeky Begej byla zasypána a upravena jako jezera nebo volné plochy. Šećeranski park se nachází blízko bývalého cukrovaru. Při budově nádraží se nachází také ještě Železniční park. Plankův park je umístěn v samém historickém jádru Zrenjaninu.
V roce 1986 město zprovoznilo skládku, kterou se roku 2021 rozhodlo uzavřít.

## Doprava
Zrenjanin se nachází na křižovatce silničních i železničních tahů.
Samotným městem prochází silnice celostátního významu č. 12 z Nového Sadu. Další hlavní tahy směřují do měst Kikinda, Jimbolia (v Rumunsku), Vršace u rumunských hranic a také na jih, do Bělehradu. Silniční komunikace procházejí přímo samotným městem; obcházejí pouze jeho historický střed. Obchvat města byl dokončen pouze částečně, a to v severním úseku. Je plánováno jeho dokončení. Řeku Begej z východní strany překonává po tzv. Temešvárském mostu. V roce 2022 byla zahájena výstavba dálnice z Bělehradu přes Zrenjanin do Nového Sadu, která by měla ulehčit přetíženým komunikacím.
Řeku Begej ve Zrenjaninu překonává celkem sedm mostů (silničních i železničních).
Do města vedou celkem tři železniční trati. trať Bela Crkva – Zrenjanin z východu (od rumunské hranice), dále trať z Kikindy do Pančeva napojuje město na metropoli Srbska Bělehrad. Přes obec Orlovat je poté zajištěno spojení s Novým Sadem, hlavním městem autonomní oblasti Vojvodina.
Ve městě existuje malá síť veřejné dopravy (autobusy). V minulosti ji provozoval autobusový dopravce Autobanat.

## Školství
Ve Zrenjnaninu sídlí fakulta technického strojírenství Univerzity v Novém Sadu. Dále zde sídlí Vysoká technická škola odborných studií.
Nachází se zde rovněž i základní hudební škola, která nese svůj název podle Josifa Marinkoviće.
Na některých základních a středních školách probíhá výuka v menšinovém (maďarském) jazyce. Celkem se v Zrenjaninu nachází sedm středních škol; lékařská střední škola, gymnázium, technická škola, ekonomicko-obchodní škola Jovana Trajkoviće, chemicko-potravinářská a textilní škola Uroše Prediće, střední zemědělská škola a Elektrotechnická a stavební střední škola Nikoly Tesly.

## Sport
První sportovní kluby byly v Zrenjaninu založeny již na konci 19. století, kdy bylo město součástí Uher. Před první světovou válkou zde vznikla i místní sokolská organizace. V roce 1947 byl založen místní fotbalový tým FK Proleter, který působil až do roku 2005. Dnes zde hraje fotbal manšaft FK Banat, který se účastní i první srbské fotbalové ligy. Jeho domácí stadion se nachází na severní straně města, v Karađorđevě parku.
Kromě toho jsou zastoupeny i další sporty, např. házená týmem RK Proleter, který se jednou ucházel i ve finále o Pohár Jugoslávie.

## Zdravotnictví
Ve Zrenjaninu stojí všeobecná nemocnice, která nese název podle Đorđe Jovanoviće. Nachází se zde také zvláštní nemocnice pro plicní nemoci, umístěna je v centru města.

## Známé osobnosti
- Jevstatije Mihajlović Eta (1802–1888), právník
- Simeon Gavrilović Zorić-Nerandžić (1743–1799), generálplukovník v ruské armádě
- Anton Bolesni (1828–1896), duchovní a autor archeologických prací.
- Milorad Vladiv (1890–1956), politik
- Dragoljub Čolić archivář
- Emil Gavrila (1861–1932) právník a politik
- Nestor Dimitrijević (1782–1856) donátor
- Jovan Ristić Bečkerečanin (1835–1910) obchodník a novinář
- Toša Jovanović (1846–1892) divadelní herec
- Marko Jelisijić, učitel a překladatel
- Dezső Antalffy-Zsiross, maďarský varhaník a skladatel
- Tibor Varady, právník, člen SANU
- János Bartl, kouzelník
- Nenad Bjeković, bývalý srbský fotbalista
- Dejan Bodiroga, srbský basketbalista
- Ivan Boldirev, hokejista
- Jovana Brakočević, srbská volejbalistka
- Branimir Brstina, srbský herec
- Miodrag Babić (*1951), ekonom
- Miroslav Davidov (*1965), lékař
- Dejan Govedarica (*1969), fotbalista
- Vladimir Ivić (*1977), fotbalista
- Zoran Tošić (*1987), fotbalista

## Partnerská města
- Békéscsaba, Maďarsko
- Arad, Rumunsko
- Temešvár, Rumunsko